# 鹿児島県大島郡十島村の区域に適用されるべき法令の暫定措置に関する政令
鹿児島県大島郡十島村の区域に適用されるべき法令の暫定措置に関する政令（かごしまけんおおしまぐんとしまむらのくいきにてきようされるべきほうれいのざんていそちにかんするせいれい、英語: Cabinet Order concerning Provisionary Measures for Laws and Orders to Apply to the Area of Toshima-mura, Oshima-gun, Kagoshima Prefecture、昭和26年12月21日政令第380号）は、第二次世界大戦終戦後の1946年（昭和21年）以降アメリカ合衆国統治下にあった北緯30度以南（口之島を含む）、北緯29度以北のトカラ列島が日本国へ本土復帰するのに伴い法令の暫定措置を定めた日本の政令。連合国軍占領下の日本におけるポツダム命令の一つ。
昭和27年4月11日政令第103号による改正前の題名は『昭和二十六年十二月五日附連合国最高司令官覚書｢若干の外かく地域の日本からの政治上及び行政上の分離に関する件｣に伴う鹿兒島県大島郡十島村に関する暫定措置に関する政令』（しょうわにじゅうろくねんじゅうにがつごにちづけれんごうこくさいこうしれいかんおぼえがきじゃっかんのがいかくちいきのにほんからのせいじじょうおよびぎょうせいじょうのぶんりにかんするけんにともなうかごしまけんおおしまぐんじゅっとうむらにかんするざんていそちにかんするせいれい、英語: Cabinet Order concerning Provisionary Measures for Jutto-mura, Oshima-gun, Kagoshima Prefecture Based on Memorandum of General Headquarters, Su-preme Commander for Allied Powers on December 5, 1951, "Governmental and Administrative Separation on Certain Outlying Areas from Japan"）。
ポツダム宣言の受諾に伴い発する命令に関する件の廃止に関する法律（昭和27年法律第81号）の施行により、日本国との平和条約（昭和27年条約第5号）の効力発生日である1952年（昭和27年）4月28日から同年10月24日までは法律としての効力を有していたが、10月25日に失効した。

## 内容

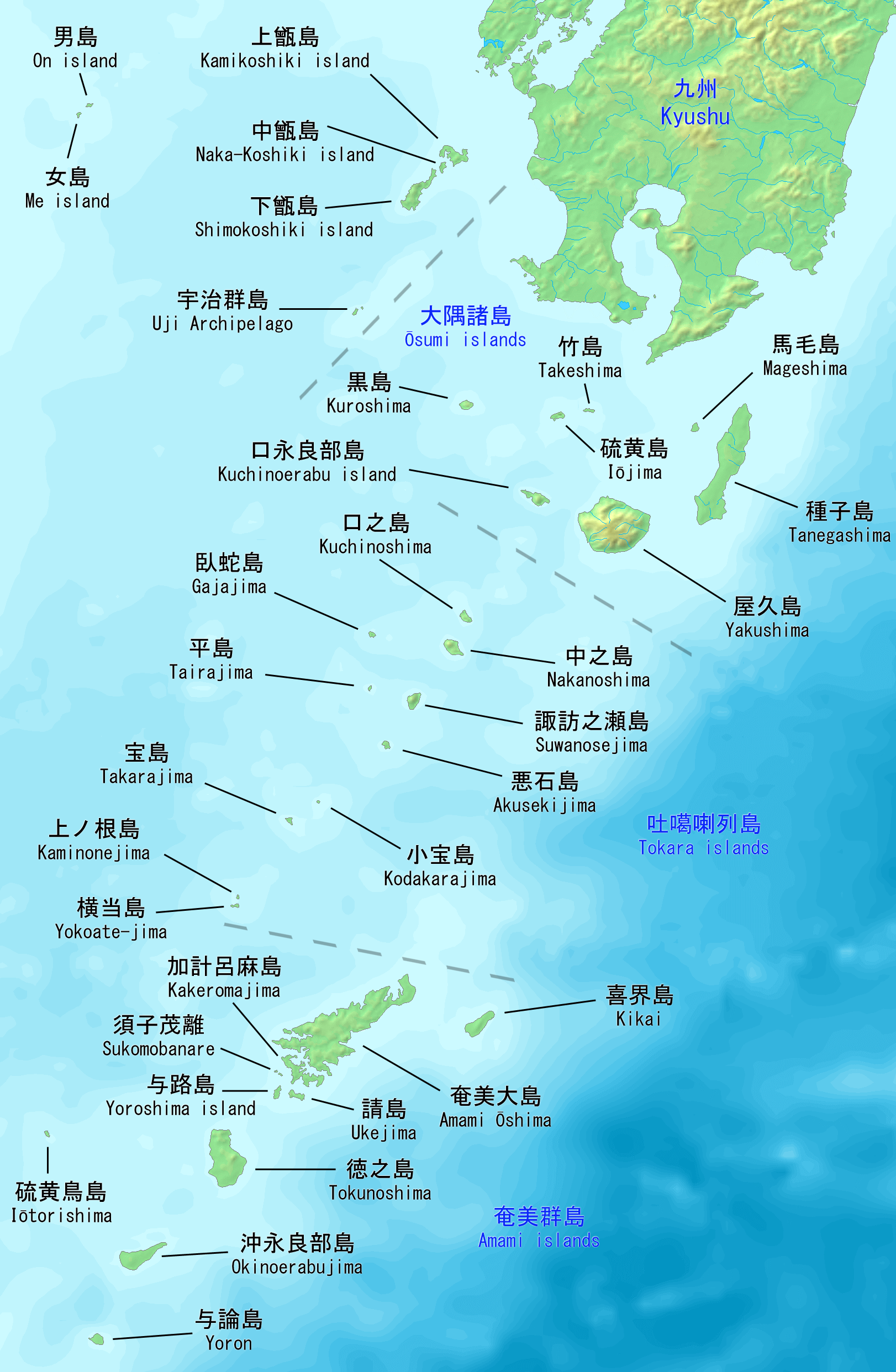
地図中の屋久島と奄美大島の間に点在する島々がトカラ列島である

第二次世界大戦の敗戦によって北緯30度線が島内を通る口之島の全域を含む北緯30度以南の区域がアメリカ合衆国の軍政下におかれることとなり、1946年（昭和21年）2月2日にアメリカ合衆国統治下となった時点ではトカラ列島の区域について従前適用されていた法令をなお適用することとなっていた。
アメリカ合衆国統治下時代には行政組織に関する法令、刑事法の改正等は行われていたが、民事法の改正が行われておらず、アメリカ合衆国統治下にあった6年の間に日本において改正が行われている旧民法や旧戸籍法がそのまま適用されたままとなっているほか、その間に新たに施行された法令については当然に適用されていない状態であった。

### SCAPIN677/1
1951年（昭和26年）12月5日に連合国最高司令官総司令部(GHQ)は、「若干の外かく地域を政治上行政上日本から分離することに関する覚書」(SCAPIN677/1)を日本国政府に対して以下の内容で送付した。これによりトカラ列島の本土復帰が決定した。

宛先：日本政府
件名：若干の外かく地域を政治上行政上及び行政上日本から分離することに関する覚書
一、関係覚書
a　昭和二十一年一月二十九日日本政府に対する覚書AG091(SCAPIN677)「若干の外かく地域を政治上行政上日本から分離することに関する覚書」
b　昭和二十一年三月二十二日日本政府に対する覚書AG091(SCAPIN841)「若干の外かく地域を政治上行政上日本から分離することに関する覚書」
二、上掲覚書によつて改められた上掲覚書aの第三項を更に改めて、北緯二十九度以北の琉球（南西）諸島は、該指令の目的から日本として定義される地域の中に包含されるものとする。
三、日本政府は、これらの島に対して、連合国最高司令官の権限の下におかれることを條件として、政治上、行政上の管轄権を回復することを指令せられる。
—若干の外かく地域を政治上行政上日本から分離することに関する覚書

### 政令の公布・施行

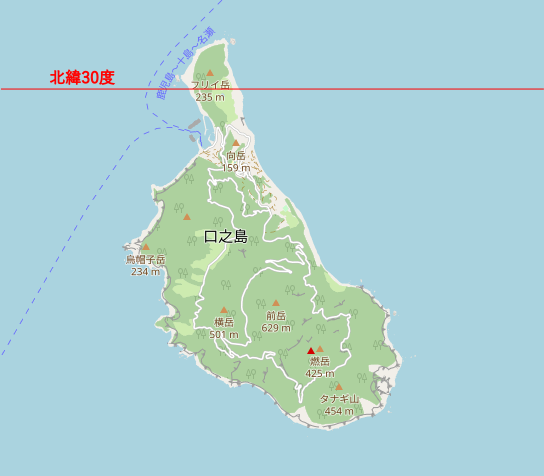
口之島の地図と北緯30度線。口之島の陸上を北緯30度線が通るため条文上では「口之島を含む」と記載される。

上記のGHQの覚書により、北緯30度以南（口之島含む）北緯29度以北にあたるトカラ列島（現在の鹿児島県鹿児島郡十島村）は、1952年（昭和27年）2月4日に本土復帰することとなり、それに伴い法令の暫定措置を定めるため、『「ポツダム」宣言ノ受諾ニ伴ヒ發スル命令ニ關スル件』（昭和20年勅令第542号）に基づく「昭和二十六年十二月五日附連合国最高司令官覚書｢若干の外かく地域の日本からの政治上及び行政上の分離に関する件｣に伴う鹿兒島県大島郡十島村に関する暫定措置に関する政令」として施行された。

内閣は、ポツダム宣言の受諾に伴い発する命令に関する件（昭和二十年勅令第五百四十二号）に基き、この政令を制定する。
1 　鹿兒島県大島郡十島村の区域で北緯二十九度から北緯三十度までの間にあるもの（口之島を含む。）については、他の法令の規定にかかわらず、当分の間、政令で特別の定をするものを除く外、従前その区域に適用されていた法令のみをなお適用するものとする。この場合において、これらの法令の実施上琉球諸島民政府又はその機関に属していた権限でその区域にあつた機関に属していたもの以外のものは、国会及び裁判所の権限に属するべきもの並びに政令で定める場合を除く外、鹿兒島県知事が行うものとし、その区域で従前公務に従事していた者は、相当の公務員となるものとする。
２　前項の規定により鹿兒島県知事が行う権限は、地方自治法（昭和二十二年法律第六十七号）の適用については、国の機関としての権限とみなす。
３　この政令施行の際限にその職にある鹿兒島県大島郡十島村の村議会の議員、村長、助役その他任期の定のある職員で政令で定めるものは、他の法令の規定にかかわらず、政令で定める日まで在職する。
４　前項に規定する職員の退職に因る選挙の選挙人名簿の調製その他必要な措置については、他の法令の規定にかかわらず、政令で特別の定をすることができる。
５　前各項に定めるものを除く外、昭和二十六年十二月五日附連合国最高司令官覚書｢若干の外かく地域の日本からの政治上及び行政上の分離に関する件｣を実施するため第一項に規定する区域について必要とされる経過措置は、政令で定める。
— 昭和二十六年十二月五日附連合国最高司令官覚書｢若干の外かく地域の日本からの政治上及び行政上の分離に関する件｣に伴う鹿兒島県大島郡十島村に関する暫定措置に関する政令

### 法の適用
本土復帰したトカラ列島の区域について上記の規定により、政令で特に定めるもの以外については従前その区域に適用されていた法令を適用することとなった。この措置は短期間とはいえ異なる法域にあったトカラ列島の区域に対して日本国の法令を一挙に適用することにより混乱が生ずるのを防ぎ、法制の移り変わりをスムーズにするために行われたものである。
第1項において、琉球諸島民政府またはその機関に属していた権限で従前の十島村の区域にある機関・国会・裁判所に属するものや政令で定める場合を除く権限について鹿児島県知事が行使することが定められ、また、従前の十島村の区域で公務に従事していたものは日本国における相当の公務員とする旨が定められた。第2項において地方自治法の適用について鹿児島県知事が行う権限は国の機関とみなされる旨が規定された。

### 十島村の設置

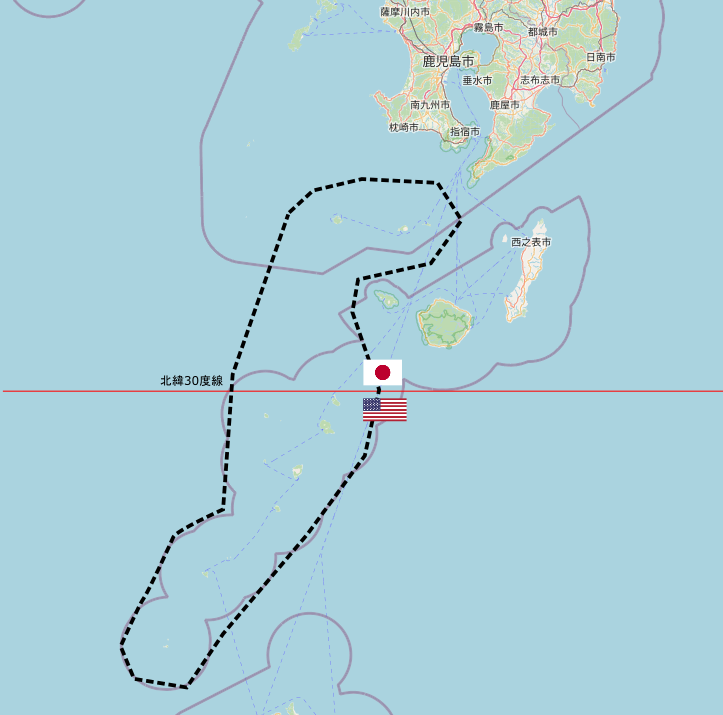
地図中の黒い線は1946年までの十島村の区域であり、政令の施行により北緯30度以南（地図中の赤い線）の区域を以て十島村が新たに設置され、以北の区域が三島村となった

第1項前段および第5項の規定に基き制定された委任命令である「鹿兒島県大島郡十島村に関する地方自治法の適用及びこれに伴う経過措置に関する政令」（昭和27年政令第13号）が1952年（昭和27年）2月10日に施行されたのに伴い、それまで従前の法令である市町村制（1949年臨時北部南西諸島政庁令第21号）が施行されていた十島村に対し、第1項の規定に基づいて地方自治法（昭和22年法律第67号）が適用され、地方自治法による地方自治体である鹿児島県大島郡十島村が新たに設置された。

１　鹿兒島県大島郡十島村の区域で北緯二十九度から北緯三十度までの間にあるもの（口之島を含む。）に地方自治法（昭和二十二年法律第六十七号）及びこれに基く命令を適用する。この場合において、この政令施行の際現にその区域に適用されている法令の規定によりその区域に置かれている村は、その区域をもつて、地方自治法の規定による鹿兒島県大島郡十島村となるものとする。
— 鹿兒島県大島郡十島村に関する地方自治法の適用及びこれに伴う経過措置に関する政令
また、従前の十島村の条例および規則等は日本国の法令または鹿児島県の条例に反しないものに限り新たに設置された十島村の条例および規則等となった。これに従い十島村は日本法である地方自治法の規則に基づき、条例や規則の整備を実施した。

### 通貨の交換
第1項前段および第5項の規定に基き制定された委任命令である「鹿兒島県大島郡十島村に関する通貨、預金、債権等の管理の経過措置等に関する政令」（昭和27年政令第14号）によりそれまでトカラ列島において流通していたB円軍票が日本円に交換されることとなった。同政令第6条の規定により1B円につき3日本円に交換された。

### 行政機関の移管
日本国へ復帰直前の十島村には、警察機関として名瀬地区警察署口之島巡査部長派出所、中之島巡査駐在所、宝島巡査駐在所が設置されており、郵便局として琉球臨時中央政府郵政局の中之島郵便局、口之島郵便局、宝島郵便局が設置されていた。
警察機関は「鹿兒島県大島郡十島村に関する警察関係法令等の適用及びこれに伴う経過措置に関する政令」（昭和27年政令第17号）によって国家地方警察鹿児島県本部鹿児島地区警察署の管轄となり、法令で定める警察官の定員の外に前述の政令の規定によって警察官の定員について11名と定められた。郵便局は「鹿兒島県大島郡十島村に関する郵政事業及び電気通信業務の暫定措置に関する政令」（昭和26年政令第381号）によって日本国政府の郵政省と電気通信省に引き継がれた。

## 沿革
- 1946年（昭和21年）
  - 2月2日 - 北緯30度以南（口之島含む）の区域の日本国政府および鹿児島県の行政権・司法権が停止され、アメリカ合衆国統治下の大島支庁の管轄下となる[8][9]。
  - 6月 - 市町村制が施行されたのに伴い、アメリカ合衆国統治下の十島村の区域を以て十島村が発足[26]。
  - 10月3日 - 大島支庁が臨時北部南西諸島政庁に改組[27]。
- 1950年（昭和25年）11月 - 臨時北部南西諸島政庁が奄美群島政府に改組[27]。
- 1951年（昭和26年）
  - 12月5日 - 連合国最高司令官総司令部が「若干の外かく地域を政治上行政上日本から分離することに関する覚書」(SCAPIN677/1)を発布[12]。これによりトカラ列島の本土復帰が決定[13][14]。
  - 12月10日 - 奄美群島政府知事より鹿児島県知事に対してトカラ列島の返還に関する事務連絡が行われる[28]。
  - 12月21日 - 『昭和二十六年十二月五日附連合国最高司令官覚書｢若干の外かく地域の日本からの政治上及び行政上の分離に関する件｣に伴う鹿兒島県大島郡十島村に関する暫定措置に関する政令』が公布、12月5日に遡って適用される[29][30][21]。
- 1952年（昭和27年）
  - 1月1日 - 琉球諸島民政府によって境界線が北緯30度から北緯29度に変更され、法令上トカラ列島の住民は南北どちらの方向にも渡航ができなくなった[31]。
  - 2月1日 - 委任命令である「鹿兒島県大島郡十島村に関する渡航及び出入国関係諸法令の適用に関する政令」および「北緯三十度以南の南西諸島に本籍を有する者の渡航制限に関する臨時措置令等の一部を改正する政令」が施行され、住民が北緯30度を超えて本土への移動ができるようになった[31]。
  - 2月4日 - 北緯30度以南（口之島含む）北緯29度以北の区域が本土復帰[32]。
  - 2月10日 - 委任命令である「鹿兒島県大島郡十島村に関する地方自治法の適用及びこれに伴う経過措置に関する政令」により北緯30度以南（口之島含む）北緯29度以北の区域に地方自治法が適用され鹿児島県大島郡十島村が設置されることとなり、同時に分離前まで同一の村を構成していた上三島の区域のみが残存していた十島村が境界変更および名称変更により三島村として実質的に分村[33][3][17][34]。
  - 2月11日 - 2月4日に施行された委任命令である「鹿兒島県大島郡十島村に関する通貨、預金、債権等の管理の経過措置等に関する政令」によりそれまで流通していたB円が日本円（B円1円につき日本円3円に換金[22]）へ交換された[21][35]。
  - 4月1日 - 委任命令である「鹿児島県大島郡十島村の区域に関する法令の適用に関する政令」により定められた26の法令を除き全ての法令が適用される[36][37]。
  - 4月11日 - 『昭和二十六年十二月五日附連合国最高司令官覚書｢若干の外かく地域の日本からの政治上及び行政上の分離に関する件｣に伴う鹿児島県大島郡十島村に関する暫定措置に関する政令の一部を改正する政令』により題名が「鹿児島県大島郡十島村の区域に適用されるべき法令の暫定措置に関する政令」に変更されるなどの一部改正が行われる[38]。
  - 4月28日 - 「ポツダム宣言の受諾に伴い発する命令に関する件の廃止に関する法律」の規定に基づき、日本国との平和条約の効力発生により180日経過が経過するまで法律としての効力を有するようになった[5]。
  - 10月25日
    - ポツダム宣言の受諾に伴い発する命令に関する件の廃止に関する法律の規定に基づき、法律としての効力が失効[6]。
    - ポツダム宣言の受諾に伴い発する命令に関する件の廃止に関する法律の規定により「 鹿児島県大島郡十島村の区域に関する法令の適用の経過措置に関する政令」が施行され経過措置が定められる[39]。

## 委任命令
鹿児島県大島郡十島村の区域に適用されるべき法令の暫定措置に関する政令（改題前の昭和二十六年十二月五日附連合国最高司令官覚書｢若干の外かく地域の日本からの政治上及び行政上の分離に関する件｣に伴う鹿兒島県大島郡十島村に関する暫定措置に関する政令を含む）第1項前段および第5項の規定により制定された委任命令である政令は以下のとおりである（各政令のリンク先はウィキソースの項目である）。
- 鹿兒島県大島郡十島村に関する郵政事業及び電気通信業務の暫定措置に関する政令（昭和26年政令第381号）
- 鹿兒島県大島郡十島村に関する渡航及び出入国関係諸法令の適用に関する政令（昭和27年政令第9号）
- 鹿兒島県大島郡十島村に関する地方自治法の適用及びこれに伴う経過措置に関する政令（昭和27年政令第13号）
- 鹿兒島県大島郡十島村に関する通貨、預金、債権等の管理の経過措置等に関する政令（昭和27年政令第14号）
  - 鹿兒島県大島郡十島村における通貨の交換手続等に関する省令（昭和27年大蔵省令第4号）
  - 鹿兒島県大島郡十島村に関する日本円に切り替えられた郵便貯金及び郵便為替の取扱の経過措置に関する省令（昭和27年郵政省令第2号）
- 親族、相続等につき鹿兒島県大島郡十島村に関する暫定措置の特例を定める政令（昭和27年政令第15号）
- 鹿兒島県大島郡十島村に関する国家公務員法等の適用に関する政令（昭和27年政令第16号）
- 鹿兒島県大島郡十島村に関する警察関係法令等の適用及びこれに伴う経過措置に関する政令（昭和27年政令第17号）
- 鹿兒島県大島郡十島村に関する財政法等の適用に関する政令（昭和27年政令第18号）
- 鹿兒島県大島郡十島村に関する文部省関係法令の適用及びこれに伴う経過措置等に関する政令 （昭和27年政令第19号）
- 鹿兒島県大島郡十島村に関する郵政事業及び電気通信業務関係法令の適用及びこれに伴う経過措置に関する政令（昭和27年政令第20号）
- 鹿兒島県大島郡十島村に関する厚生省関係諸法令の適用に関する政令（昭和27年政令第22号）
- 鹿兒島県大島郡十島村に関する電波法等の適用及びこれに伴う経過措置に関する政令 （昭和27年政令第29号）
- 鹿児島県大島郡十島村に関する地方財政平衡交付金法等の適用及びこれに伴う経過措置に関する政令（昭和27年政令第37号）
- 鹿児島県大島郡十島村に関する食糧管理法の適用に関する政令（昭和27年政令第46号）
- 鹿児島県大島郡十島村に関する地方税法の適用及びこれに伴う経過措置に関する政令（昭和27年政令第56号）
- 鹿児島県大島郡十島村に関する所得税法等の適用及びこれに伴う経過措置に関する政令 （昭和27年政令第57号）
- 鹿児島県大島郡十島村の区域に関する法令の適用に関する政令 （昭和27年政令第58号）
- 鹿児島県大島郡十島村に関する公職選挙法等の適用に関する政令（昭和27年政令第104号）
- 鹿児島県大島郡十島村に関する鉱業法等の適用及びこれに伴う経過措置に関する政令（昭和27年政令第105号）
- 鹿児島県大島郡十島村に関する漁業法の適用及びこれに伴う経過措置に関する政令（昭和27年政令第135号）
- 鹿児島県大島郡十島村に関する恩給法の適用及びこれに伴う経過措置に関する政令（昭和27年政令第138号）
- 鹿児島県大島郡十島村に関する国家公務員共済組合法等の適用及びこれに伴う経過措置に関する政令（昭和27年政令第220号）
- 鹿児島県大島郡十島村に関する農業委員会法の適用及びこれに伴う経過措置に関する政令（昭和27年政令第395号）
- 鹿児島県大島郡十島村に関する国家公務員等に対する退職手当の臨時措置に関する法律の適用に伴う経過措置に関する政令（昭和27年政令第443号）

## 政令の廃止と経過措置
日本国との平和条約（所謂「サンフランシスコ平和条約」）の締結に伴い、ポツダム命令を廃止する法律である「ポツダム宣言の受諾に伴い発する命令に関する件の廃止に関する法律」（昭和27年4月11日法律第81号）が1952年（昭和27年）4月28日より施行されることとなった。法律では第2項に「別に法律で廃止又は存続に関する措置がなされない場合においては、この法律施行の日から起算して百八十日間に限り、法律としての効力を有するものとする」と定められ、第3項では「この法律は、勅令第五百四十二号に基く命令により法律若しくは命令を廃止し、又はこれらの一部を改正した効果に影響を及ぼすものではない」と定められた。
ポツダム命令として制定された「鹿児島県大島郡十島村の区域に適用されるべき法令の暫定措置に関する政令」については法律で廃止または存続の措置が行われなかったため、規定に基づき法律の施行日から180日を経過する日までは法律としての効力を有することとなったが、180日を経過した1952年（昭和27年）10月25日を以てその効力を失うこととなった。
この法律が施行される時点で法律的処理が完了していないものがあったことからポツダム宣言の受諾に伴い発する命令に関する件の廃止に関する法律附則第2項に基づき経過措置を定められることとなり、「鹿児島県大島郡十島村の区域に関する法令の適用の経過措置に関する政令」（昭和27年政令第446号）が施行され、経過措置が定められたほか、第2項において森林法により鹿児島県知事への届出および鹿児島県知事の許可が必要な行為に対する経過措置、第3項においてたばこ専売法、塩専売法、しょう脳専売法により日本専売公社の許可が必要なものについて営業等の経過措置が定められた。

## 関連する法令
第二次世界大戦によりアメリカ合衆国統治下となり、本土復帰した地域で施行された同様の法令として、奄美群島の復帰に伴う法令の適用の暫定措置等に関する法律（昭和28年法律第267号）、小笠原諸島の復帰に伴う法令の適用の暫定措置等に関する法律（昭和43年法律第83号）、沖縄の復帰に伴う特別措置に関する法律（昭和46年法律第129号）がある。

## 本土復帰に伴い発生した問題点
本土復帰を果たした十島村であったが、北緯29度以南の奄美群島は引き続きアメリカ合衆国統治下であったことから行き来が出来なくなったほか、また翌年に奄美群島が本土復帰した際には奄美群島振興開発特別措置法（昭和29年6月21日法律第189号）が制定され、北緯29度以南の奄美群島では振興策が取られたが、1年早く復帰した十島村はその対象とならず整備が大きく立ち遅れたと日本放送協会の取材に対して十島村村長である肥後正司は回答しており、2022年（令和4年）に十島村が挙行した本土復帰70周年式典においても「沖縄県や奄美群島、小笠原諸島のような復帰後の振興をはかる特別措置法が、村には設けられなかったことを「大きな格差」と指摘した。